# Peter Swinnerton-Dyer
Pour les articles homonymes, voir Swinnerton et Dyer.
Henry Peter Francis Swinnerton-Dyer (1927-2018), 16e baronnet, plus connu sous le nom de Peter Swinnerton-Dyer, est un mathématicien britannique de l'université de Cambridge, spécialisé dans la théorie des nombres.

## Biographie
Peter Swinnerton-Dyer est surtout connu pour la conjecture de Birch et Swinnerton-Dyer qui relie les propriétés algébriques des courbes elliptiques aux valeurs spéciales des fonctions L. Cette conjecture fut mise au point avec Bryan Birch au début des années 1960, grâce à des calculs sur l'EDSAC, l'un des premiers ordinateurs britanniques.
En 2006, il reçoit le prix Pólya et la médaille Sylvester.
Ses directeurs de thèse furent John Littlewood et André Weil, et lui-même dirige entre autres les thèses de Jean-Louis Colliot-Thélène et Miles Reid.
Il épouse Dr Harriet Crawford en 1983.
Swinnerton-Dyer est décédé le 26 décembre 2018 à l'âge de 91 ans.